# Agrotis crinigera
Agrotis crinigera là một loài bướm đêm trong họ Noctuidae. Loài này đã tuyệt chủng. Nó là loài đặc hữu của Maui, Hawaii và Oahu, Hawaii, Hoa Kỳ. Người ta đã cho rằng loài này đôi khi rất phong phú trong thế kỷ 19, xuất hiện với số lượng hàng ngàn và chủ yếu là các mặt hàng gần với mực nước biển. Sâu bướm của nó được biết đến với tên tiếng Anh Larger Hawaiian Cutworm .
Những con bướm sống sót cuối cùng được nhìn thấy năm 1926. Five specimens have been preserved in the British Museum collection.